# ピーター・リンツ
ピーター・リンツ（Peter Linz、1967年6月28日 - ）は、ジョージア州のディケーター出身の人形使い。

## 出演作品

### テレビ
1991年-
- セサミストリート（アーニー〈5代目〉、ヘリー・モンスター、他）

1997年-2006年
- ノック! ノック! ようこそベアーハウス（タター、ピップ、他）

2015年
- ザ・マペッツ（ウォルター、他）

2020年-
- マペット大集合!（ジョー、ウォルター、リンク、スタトラー、ロビン、他）

### 映画
1999年
- ゴンゾ宇宙に帰る

2011年
- ザ・マペッツ（ウォルター）

2014年
- ザ・マペッツ2/ワールド・ツアー（ウォルター、他）

2021年
- マペットのホーンテッドマンション（ウォルター、スタトラー、ロビン）